# Liste von Bergen in der Zentralafrikanischen Republik
Das ist eine Liste von Bergen in der Zentralafrikanischen Republik:
| Höhe          | Name                               | Region      | Koordinate            | Bemerkung                |
| ------------- | ---------------------------------- | ----------- | --------------------- | ------------------------ |
| 1410 m        | Mont Ngaoui                        | Ouham-Pendé | 06° 45′ N, 014° 58′ O | Höchster Berg des Landes |
| 1330 m        | Mont Toussoro                      | Vakaga      | 09° 04′ N, 023° 14′ O |                          |
| 1242 m        | Goulé                              | Lim-Pendé   | 07° 22′ N, 015° 49′ O |                          |
| 1201 m        | Koun Nzoro                         | Lim-Pendé   | 07° 25′ N, 015° 44′ O |                          |
| 1183 m        | Pana                               | Lim-Pendé   | 07° 23′ N, 015° 39′ O |                          |
| 1144 m 1113 m | Djebel Abu Rasein Mont Abourasséin | Haute-Kotto | 08° 38′ N, 024° 13′ O |                          |
| 1121 m        | Mont Dandji                        | Lim-Pendé   | 07° 13′ N, 015° 37′ O |                          |
| 1121 m        | Mont Mali                          | Lim-Pendé   | 07° 13′ N, 015° 53′ O |                          |
| 1105 m        | Ndim                               | Lim-Pendé   | 07° 27′ N, 015° 54′ O |                          |
| 1091 m        | Djadalou                           | Vakaga      | 09° 03′ N, 023° 02′ O |                          |
| 1045 m        | Djala                              | Vakaga      | 08° 44′ N, 022° 54′ O |                          |
| 997 m         | Mont Bali                          | Lim-Pendé   | 07° 13′ N, 015° 54′ O |                          |
| 969 m         | Babourou                           | Lim-Pendé   | 07° 26′ N, 015° 55′ O |                          |
| 961 m         | Mont Patara                        | Lim-Pendé   | 07° 12′ N, 015° 34′ O |                          |
| 953 m         | Kasmatiti                          | Vakaga      | 09° 08′ N, 023° 06′ O |                          |